# Niesamowity Spider-Man
Niesamowity Spider-Man (oryg. The Amazing Spider-Man) – amerykański fantastycznonaukowy film akcji z 2012 roku na podstawie serii komiksów o superbohaterze o tym samym pseudonimie wydawnictwa Marvel Comics. Za reżyserię odpowiadał Marc Webb na podstawie scenariusza Jamesa Vanderbilta, Alvina Sargenta i Steve’a Klovesa. Tytułową rolę zagrał Andrew Garfield, a obok niego w głównych rolach wystąpili: Emma Stone, Rhys Ifans, Denis Leary, Campbell Scott, Irrfan Khan, Martin Sheen i Sally Field.
Peter Parker zostaje ugryziony przez genetycznie zmodyfikowanego pająka, wskutek czego zyskuje nowe nadludzkie zdolności podobne do pajęczych i postanawia ocalić miasto przed tajemniczym wrogiem, Jaszczurem.
Światowa premiera filmu miała miejsce 13 czerwca 2012 roku w Tokio. W Polsce zadebiutował on 4 lipca tego samego roku. Film przy budżecie 230 milionów dolarów zarobił ponad 757 milionów. Otrzymał on przeważnie pozytywne oceny od krytyków. Jest to reboot trylogii Sama Raimiego z Tobeyem Maguire’em w roli głównej zapoczątkowany filmem Spider-Man z 2002 roku. Powstała jego kontynuacja Niesamowity Spider-Man 2 z 2014, a dwa kolejne filmy zostały ostatecznie anulowane. Po drugim filmie studio zdecydowało się na kolejny reboot jako część franczyzy Filmowego Uniwersum Marvela z Tomem Hollandem w roli Spider-Mana.

## Streszczenie fabuły
Młody Peter Parker odkrywa, że włamano się do gabinetu jego ojca Richarda Parkera. Rodzice Petera zbierają ukryte dokumenty, zaprowadzają go do domu ciotki May i wujka Bena, a następnie w tajemniczy sposób znikają.
Wiele lat później nastoletni Peter Parker uczy się w Midtown Science High School, gdzie jest prześladowany przez Flasha Thompsona. Parker zwrócił swoją uwagę na Gwen Stacy. W domu Parker odnajduje dokumenty swojego ojca, z których dowiaduje się, że jego ojciec pracował z innym naukowcem, doktorem Curtem Connorsem z Oscorp nad genetyką międzygatunkową. Postanawia wkraść się do Oscorp, gdzie wchodzi do laboratorium, w którym znajdują się genetycznie zmodyfikowane pająki. Tam zostaje ugryziony przez jednego z nich. Później odkrywa, że rozwinęły się w nim zdolności podobne do pajęczych, super siła, wyostrzone zmysły, refleks, zwinność i szybkość.
Po przeczytaniu dokumentów ojca, Parker postanawia odwiedzić Connorsa, któremu ujawnia, że jest synem Richarda Parkera i podaje Connorsowi „algorytm rozpadu” z dokumentów swojego ojca, który jest brakującym elementem do przeprowadzenia eksperymentu Connorsa dotyczącego regeneracji kończyn. Connors jest naciskany przez swojego przełożonego, Rajita Rathę, aby opracował lekarstwo dla umierającego szefa Oscorp, Normana Osborna. Parker przypadkowo rozbija szybę tablicy podczas meczu koszykówki. Wujek Ben zostaje wezwany do biura dyrektora. Wcześniej poprosił Parkera, aby odebrał ciocię May późnym wieczorem, jednak Parker o tym zapomniał, kiedy pomagał Connorsowi w laboratorium. W domu on i wujek Ben kłócą się, a Parker wychodzi. W pobliskim sklepie Parker próbuje kupić mleko, ale kiedy brakuje mu kilku centów, kasjer odmawia mu sprzedaży. W momencie, kiedy złodziej napada na ten sklep, Parker na złość sklepikarzowi, pozwala mu uciec. Podczas poszukiwania Parkera, wujek Ben próbuje zatrzymać złodzieja i zostaje przez niego zabity. Parker odnajduje wuja na chodniku.
Dzięki swoim zdolnościom, Parkerowi udaje się wyśledzić przestępcę pasującego do opisu złodzieja i zabójcy wuja. Po zaatakowaniu mężczyzny zostaje dostrzeżony przez grupę, która zaczyna go gonić. Kiedy trafia do opuszczonej siłowni, zauważa plakat zapaśnika, który inspiruje go do stworzenia maski ukrywającej jego twarz i całego stroju. Postanawia też skonstruować urządzenie na nadgarstki z wyrzutniami sieci. Później, podczas kolacji z rodziną Gwen, dochodzi do burzliwej rozmowy pomiędzy Parkerem a ojcem Gwen, kapitanem policji, George’em Stacy, na temat motywów zamaskowanego strażnika. Po obiedzie Parker ujawnia swoją sekretną tożsamość przed Gwen i się całują.
Po sukcesie eksperymentów na myszach z jaszczurczym DNA, Ratha żąda od Connorsa natychmiastowego rozpoczęcia prób na ludziach. Connors odmawia testów i narażania niewinnych ludzi. Ratha zwalnia Connorsa i postanawia przetestować serum Connorsa w szpitalu jako szczepionka przeciw grypie. Zdesperowany Connors postanawia wykonać eksperyment na sobie i mdleje. Po odzyskaniu przytomności odkrywa, że jego brakujące ramię się zregenerowało. Connors dowiaduje się, że Ratha jest w drodze do szpitala i postanawia go powstrzymać. Serum wywołuje jednak poważne skutki uboczne. Po drodze Connors przemienia się w brutalną hybrydę człowieka i jaszczurki, która na Williamsburg Bridge zaczyna zrzucać samochody z mostu, w tym auto Rathy. Spider-Man wyłapuje spadające samochody i przyczepia je swoimi sieciami do mostu.
Peter po rozmowie z Connorsem domyśla się że to on jest Jaszczurem. Odnajduje go w kanałach, lecz Jaszczur zmusza go do ucieczki i poznaje prawdziwą tożsamość Spider-Mana. Wyrusza za Parkerem do szkoły, gdzie ponownie walczą, a policja rozpoczyna obławę zarówno na Spider-Mana, jak i na Jaszczura. Spider-Man zostaje osaczony, a kapitan Stacy po zdjęciu jego maski odkrywa, że jest to Parker. Jaszczur planuje uczynić wszystkich ludzi podobnymi do jaszczurek, w tym celu chce uwolnić wielką chmurę serum z budynku Oscorp. Chce wyeliminować słabości, które jego zdaniem nękają ludzkość i używa seum przeciwko policjantom. Gwen włamuje się do Oscorp i tworzy antidotum przeciwko serum, nie udaje się jej jednak powstrzymać Connorsa przed przygotowaniem aparatury rozpylającej. Parker podmienia jednak serum na antidotum przywracając Connorsa i policiantów do ludzkiej postaci. Przed tym Connorsowi udaje się śmiertelnie ranić ojca Gwen. Przed śmiercią Stacy prosi Parkera, aby ten unikał Gwen w celu zapewnienia jej bezpieczeństwa. Parker się zgadza i zrywa z dziewczyną, ale później sugeruje Gwen, że zmienił zdanie.
W scenie pomiędzy napisami Connors znajduje się w celi, gdzie rozmawia z tajemniczym mężczyzną, który pyta go, czy Parker zna prawdę o swoim ojcu. Connors mówi, że nie i prosi mężczyznę, aby pozostawił Parkera w spokoju.

## Obsada
| Polski dubbing |
| • Marcin Bosak jako Peter Parker / Spider-Man • Monika Dryl jako Gwen Stacy • Tomasz Borkowski jako Curt Connors / Jaszczur • Aleksander Mikołajczak jako George Stacy • Janusz Wituch jako Richard Parker • Jarosław Boberek jako Rajit Ratha • Wojciech Duryasz jako Ben Parker • Ewa Wencel jako May Parker |

- Andrew Garfield jako Peter Parker / Spider-Man, uzdolniony siedemnastolatek, który zmaga się z utratą rodziców. Wychowywany jest przez ciocię May i wujka Bena. Zyskał nadludzkie zdolności wskutek ugryzienia przez genetycznie zmodyfikowanego pająka i po zabójstwie wujka decyduje się na walkę z przestępczością jako „Spider-Man”[4]. Max Charles zagrał Petera jako dziecko[5].
- Emma Stone jako Gwen Stacy, koleżanka z liceum i miłość Parkera[6].
- Rhys Ifans jako Curt Connors / Jaszczur, jeden z czołowych naukowców pracujących Oscorp, który próbuje opracować rewolucyjne serum regenerujące, aby pomóc w odrastaniu kończyn i ludzkiej tkanki. Niesprawdzona formuła zmienia go w niebezpiecznego „Jaszczura”[7].
- Denis Leary jako George Stacy, ojciec Gwen, kapitan policji, który ściga zarówno Spider-Mana, jak i Jaszczura[8].
- Campbell Scott jako Richard Parker, ojciec Petera, mąż Mary[5].
- Irrfan Khan jako Rajit Ratha, dyrektor Oscorp i bezpośredni przełożony Connorsa[5].
- Martin Sheen jako Ben Parker, wujek Petera, mąż May[5].
- Sally Field jako May Parker, ciocia Petera, żona Bena[5].

Ponadto w filmie wystąpili: Embeth Davidtz jako Mary Parker, matka Petera i żona Richarda; Kari Coleman jako Helen Stacy, matka Gwen i żona George’a; Chris Zylka jako Flash Thompson, kapitan licealnej drużyny koszykówki Midtown Science High, który dręczy Parkera; Hannah Marks jako Missy Kallenback, nieśmiała koleżanka Parkera, która się w nim podkochuje; Leif Gantvoort jako włamywacz, który zabił Bena Parkera oraz Michael Massee jako Gustav Fiers, tajemniczy mężczyzna, z którym Connors rozmawiał w więzieniu. W roli cameo pojawił się twórca postaci, Stan Lee.

## Produkcja

### Rozwój projektu

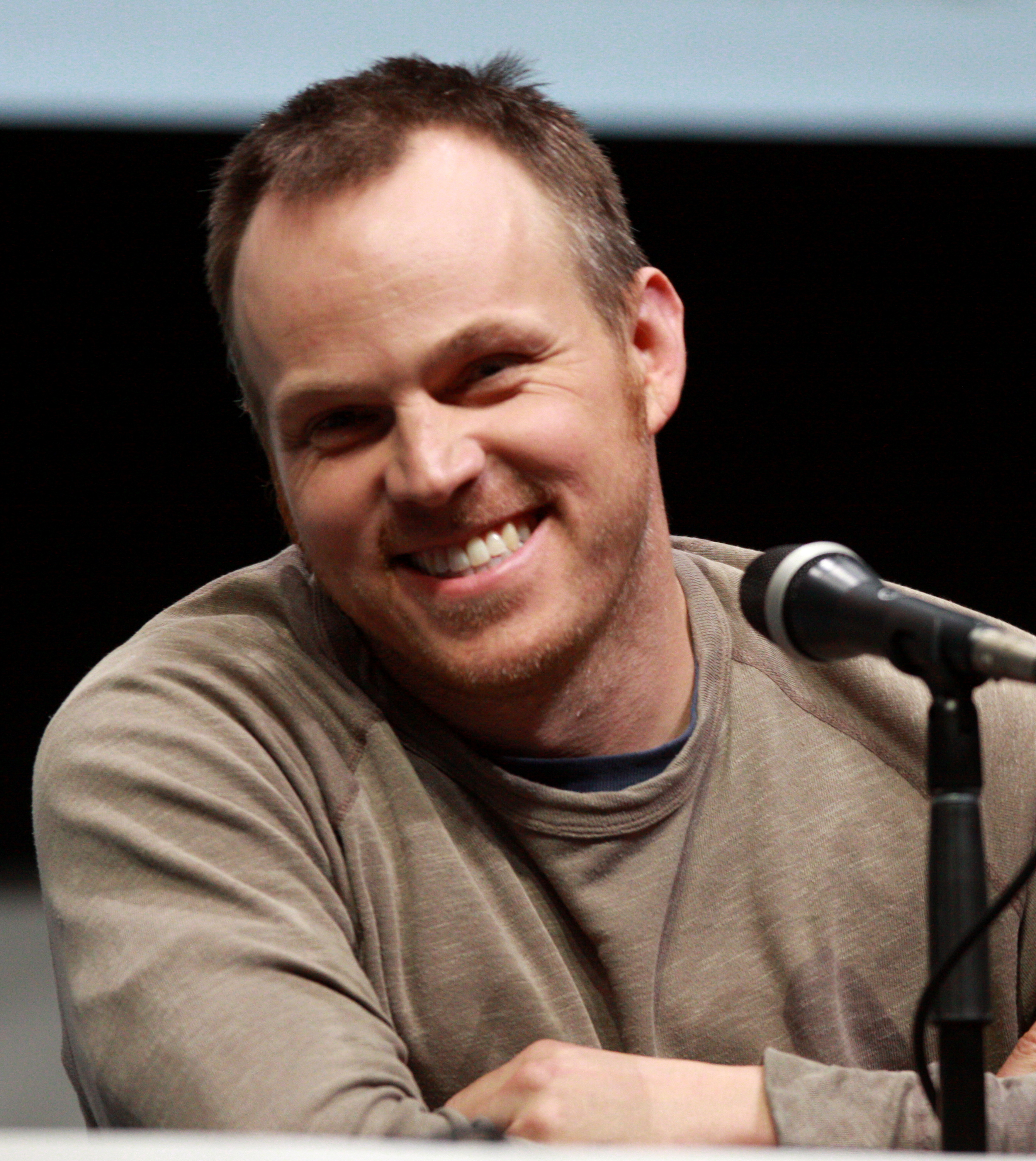
Marc Webb, reżyser filmu

W 2008 roku Sony Pictures zaczęło przygotowania do kontynuacji filmu Spider-Man 3, którego reżyserią miał zająć się ponownie Sam Raimi. Amerykańska data premiery została zapowiedziana na 6 maja 2011 roku. W październiku tego samego roku James Vanderbilt został zatrudniony do napisania scenariusza. Nad scenariuszem pracowali również David Lindsay-Abaire i Gary Ross.
W styczniu 2010 roku Sony Pictures ogłosiło, że studio anulowało dalszą produkcję czwartej części z powodu odejścia Raimiego. Raimi według doniesień zrezygnował z projektu z powodu braku możliwości dotrzymania planowanej amerykańskiej premiery filmu w 2011 roku. Reżyserowi również nie odpowiadał żaden z czterech zaproponowanych scenariuszy. Poinformowano wtedy, że studio planuje reboot serii z nowym aktorem w tytułowej roli z premierą w 2012 roku. Avi Arad, Matt Tolmach i Laura Ziskin pozostali producentami filmu. W następnych dniach poinformowano, że Marc Webb został zatrudniony na stanowisku reżysera. W maju 2010 roku poinformowano, że Alvin Sargent pracuje nad scenariuszem do filmu.

### Casting
W maju 2010 roku ujawniono, że o rolę Petera Parkera ubiegają się Jamie Bell, Alden Ehrenreich, Frank Dillane, Andrew Garfield i Josh Hutcherson. Miesiąc później wyjawiono, że pod uwagę studio bierze również Aarona Johnsona i Antona Yelchina. Na początku lipca tego samego roku poinformowano, że Garfield zagra tytułową rolę.
W sierpniu 2010 roku wśród kandydatek do roli pojawiły się Lily Collins, Ophelia Lovibond, Imogen Poots, Teresa Palmer, Emma Roberts, Mary Elizabeth Winstead. Później ujawniono, że o angaż starały się również Emma Stone, Mia Wasikowska, Dianna Agron, Georgina Haig i Dominique McElligott. W październiku tego samego roku poinformowano, że studio zatrudniło Stone do roli Gwen.
W tym samym miesiącu do obsady dołączył Rhys Ifans jako Curt Connors / Jaszczur. W listopadzie poinformowano, że w trakcie negocjacji ról wujka Bena i cioci May są Martin Sheen i Sally Field. W tym samym miesiącu do obsady dołączył Denis Leary jako George Stacy. W grudniu poinformowano, że Campbell Scott zagra w filmie, a Julianne Nicholson i Irrfan Khan prowadzą rozmowy ze studiem. Później Embeth Davidtz zastąpiła w roli Nicholson.

### Zdjęcia i postprodukcja
Zdjęcia do filmu rozpoczęły się 6 grudnia 2010 roku w Los Angeles pod roboczym tytułem Fiona’s Tale. Dwa tygodnie film kręcony był w Nowym Jorku. W kwietniu 2011 roku prace na planie dobiegły końca, a w maju film rozpoczął etap postprodukcji. Dokrętki miały miejsce w listopadzie 2011 roku w Nowym Jorku i w grudniu tego samego roku w Los Angeles. Za zdjęcia odpowiadał John Schwartzman, scenografią zajął się J. Michael Riva, a kostiumy zaprojektowała Kym Barrett. 
Montażem zajęli się Alan Edward Bell i Pietro Scalia. Efekty specjalne przygotowały studia Sony Pictures Imageworks i Pixomondo, a odpowiadał za nie Jerome Chen.

## Muzyka
Do skomponowania muzyki do filmu zatrudniony został James Horner. Ścieżka dźwiękowa The Amazing Spider-Man: Music from the Motion Picture z muzyką Hornera została wydana 3 lipca 2012 roku przez Sony Classical.
| The Amazing Spider-Man: Music from the Motion Picture – 2012 | The Amazing Spider-Man: Music from the Motion Picture – 2012 | The Amazing Spider-Man: Music from the Motion Picture – 2012 | The Amazing Spider-Man: Music from the Motion Picture – 2012 |
| Nr                                                           | Tytuł utworu                                                 | Autor                                                        | Długość                                                      |
| ------------------------------------------------------------ | ------------------------------------------------------------ | ------------------------------------------------------------ | ------------------------------------------------------------ |
| 1.                                                           | „Main Title / Young Peter”                                   | J. Horner                                                    | 4:54                                                         |
| 2.                                                           | „Becoming Spider-man”                                        | J. Horner                                                    | 4:16                                                         |
| 3.                                                           | „Playing Basketball”                                         | J. Horner                                                    | 1:22                                                         |
| 4.                                                           | „Hunting For Information”                                    | J. Horner                                                    | 2:07                                                         |
| 5.                                                           | „The Briefcase”                                              | J. Horner                                                    | 3:14                                                         |
| 6.                                                           | „The Spider Room / Rumble In The Subway”                     | J. Horner                                                    | 3:20                                                         |
| 7.                                                           | „Secrets”                                                    | J. Horner                                                    | 2:30                                                         |
| 8.                                                           | „The Equation”                                               | J. Horner                                                    | 4:22                                                         |
| 9.                                                           | „The Ganali Device”                                          | J. Horner                                                    | 2:28                                                         |
| 10.                                                          | „Ben’s Death”                                                | J. Horner                                                    | 5:41                                                         |
| 11.                                                          | „Metamorphosis”                                              | J. Horner                                                    | 3:04                                                         |
| 12.                                                          | „Rooftop Kiss”                                               | J. Horner                                                    | 2:34                                                         |
| 13.                                                          | „The Bridge”                                                 | J. Horner                                                    | 5:15                                                         |
| 14.                                                          | „Peter’s Suspicions”                                         | J. Horner                                                    | 3:01                                                         |
| 15.                                                          | „Making a Silk Trap”                                         | J. Horner                                                    | 2:52                                                         |
| 16.                                                          | „Lizard At School!”                                          | J. Horner                                                    | 2:57                                                         |
| 17.                                                          | „Saving New York”                                            | J. Horner                                                    | 7:52                                                         |
| 18.                                                          | „Oscorp Tower”                                               | J. Horner                                                    | 3:22                                                         |
| 19.                                                          | „I Can’t See You Anymore”                                    | J. Horner                                                    | 6:50                                                         |
| 20.                                                          | „Promises / Spiderman End Titles”                            | J. Horner                                                    | 4:52                                                         |
|                                                              |                                                              |                                                              | 1:16:53                                                      |

## Wydanie
Światowa premiera filmu Niesamowity Spider-Man miała miejsce 13 czerwca 2012 roku w Tokio. Podczas wydarzenia uczestniczyła obsada i produkcja filmu oraz zaproszeni specjalni goście. Premierze tej towarzyszył czerwony dywan oraz szereg konferencji prasowych. Dla szerszej publiczności w Stanach Zjednoczonych zadebiutował 3 lipca tego samego roku. Premiera w Polsce odbyła się 4 lipca tego samego roku.

## Odbiór

### Box office
Film przy budżecie 230 milionów dolarów zarobił ponad 757 milionów, z czego ponad 260 milionów w Stanach Zjednoczonych i Kanadzie.
Do największych rynków, poza Stanami Zjednoczonymi, należały: Chiny (48,8 miliona), Wielka Brytania (40,3 miliona), Japonia (39,3 miliona), Korea Południowa (36 milionów), Brazylia (30,4 miliona), Meksyk (28,7 miliona) i Francja (22,7 miliona). W Polsce film zarobił prawie 1,5 miliona dolarów.

### Krytyka w mediach
Film spotkał się z pozytywną reakcją krytyków. W serwisie Rotten Tomatoes 71% z 338 recenzji uznano za pozytywne, a średnia ocen wystawionych na ich podstawie wyniosła 6,6 na 10. Na portalu Metacritic średnia ważona ocen z 42 recenzji wyniosła 66 punktów na 100. Natomiast według serwisu CinemaScore, zajmującego się mierzeniem atrakcyjności filmów w Stanach Zjednoczonych, publiczność przyznała mu ocenę A- w skali od F do A+.

### Nominacje
| Rok  | Ceremonia                            | Kategoria                                      | Nominowani                                                                                         | Rezultat  | Przypis |
| ---- | ------------------------------------ | ---------------------------------------------- | -------------------------------------------------------------------------------------------------- | --------- | ------- |
| 2012 | Teen Choice Awards                   | Ulubiony aktor lata                            | Andrew Garfield                                                                                    | Nominacja | [ 39 ]  |
| 2012 | Teen Choice Awards                   | Ulubiona aktorka lata                          | Emma Stone                                                                                         | Nominacja | [ 39 ]  |
| 2012 | Teen Choice Awards                   | Ulubiony czarny charakter                      | Rhys Ifans                                                                                         | Nominacja | [ 39 ]  |
| 2012 | Teen Choice Awards                   | Ulubiony film lata                             | Niesamowity Spider-Man                                                                             | Nominacja | [ 39 ]  |
| 2012 | Golden Schmoes Awards                | Największe rozczarowanie                       | Niesamowity Spider-Man                                                                             | Nominacja | [ 40 ]  |
| 2013 | People’s Choice Awards               | Ulubiony film                                  | Niesamowity Spider-Man                                                                             | Nominacja | [ 41 ]  |
| 2013 | People’s Choice Awards               | Ulubiony film akcji                            | Niesamowity Spider-Man                                                                             | Nominacja | [ 41 ]  |
| 2013 | People’s Choice Awards               | Ulubiona seria filmowa                         | Niesamowity Spider-Man                                                                             | Nominacja | [ 41 ]  |
| 2013 | People’s Choice Awards               | Ulubione ekranowe dopasowanie                  | Andrew Garfield, Emma Stone                                                                        | Nominacja | [ 41 ]  |
| 2013 | People’s Choice Awards               | Ulubiony filmowy superbohater                  | Andrew Garfield                                                                                    | Nominacja | [ 41 ]  |
| 2013 | People’s Choice Awards               | Ulubiona twarz bohaterska                      | Emma Stone                                                                                         | Nominacja | [ 41 ]  |
| 2013 | Amerykańska Gildia Aktorów Filmowych | Najlepszy zespół kaskaderski w filmie          | Niesamowity Spider-Man                                                                             | Nominacja | [ 42 ]  |
| 2013 | Kids’ Choice Awards                  | Ulubiony film                                  | Niesamowity Spider-Man                                                                             | Nominacja | [ 43 ]  |
| 2013 | Kids’ Choice Awards                  | Ulubiony aktor filmowy                         | Andrew Garfield                                                                                    | Nominacja | [ 43 ]  |
| 2013 | Kids’ Choice Awards                  | Ulubiony męski kopacz tyłków                   | Andrew Garfield                                                                                    | Nominacja | [ 43 ]  |
| 2013 | Saturn Awards                        | Najlepszy film fantasy                         | Niesamowity Spider-Man                                                                             | Nominacja | [ 44 ]  |
| 2013 | Annie Awards                         | Najlepsza animacja postaci w filmie aktorskim  | Mike Beaulieu, Roger Vizard, Atsushi Sato, Jackie Koehler, Derek Esparza, Richard Smith, Max Tyrie | Nominacja | [ 45 ]  |
| 2013 | Annie Awards                         | Najlepsze efekty animowane w filmie aktorskim  | Stephen Marshall, Joseph Pepper, Dustin Wicke                                                      | Nominacja | [ 45 ]  |
| 2013 | VES Awards                           | Najlepsza wirtualne zdjęcia w filmie aktorskim | Rob Engle, David Schaub, Cosku Turhan, Max Tyrie                                                   | Nominacja | [ 46 ]  |

## Kontynuacja i anulowane spin-offy
W sierpniu 2011 roku Sony Pictures wyznaczyło datę premiery sequela. Niesamowity Spider-Man 2 miał premierę w 2014 roku. Przeciwnikami Spider-Mana byli Max Dillon / Electro zagrany przez Jamiego Foxxa oraz Harry Osborn / Zielony Goblin, w tę rolę wcielił się Dane DeHaan. Webb ponownie zajął się reżyserią, a scenariusz napisali Alex Kurtzman, Roberto Orci i Jeff Pinkner.
W 2013 roku studio poinformowało, że Niesamowity Spider-Man 3 będzie miał premierę w 2016 roku. Kurtzman, Orci i Pinkner ponownie mieli zająć się scenariuszem. Wyznaczona została również data czwartej części na 2018 roku. W trakcie rozwoju były również spin-offy serii. Sinister Six miał datę premiery zaplanowaną na 2016 rok. Stanowisko reżysera i scenarzysty objął Drew Goddard. Kurtzman, Orci i Ed Solomon zostali zatrudnieni do napisania scenariusza do Venoma. Kurtzman miał zająć się również jego reżyserią. We wstępnej fazie rozwoju były też filmy o Felicji Hardy / Black Cat ze scenariuszem Lisy Joy Nolan oraz Spider-Man 2099 z zaplanowaną datą premiery na koniec 2017 roku. Film o Venomie początkowo był planowany jako spin-off filmu Spider-Man 3 Sama Raimiego.
Początkowo studio przełożyło datę premiery trzeciej części na 2018 roku bez ustalania daty dla czwartej. Ostatecznie kontynuacje i spin-offy w planowanej wersji zostały anulowane.
W 2018 roku premierę miał film Venom w reżyserii Rubena Fleischera i ze scenariuszem Scotta Rosenberga, Jeffa Pinknera, Kelly Marcel i Willa Bealla, który nie jest powiązany z żadnym filmem o Spider-Manie. W tytułowej roli wystąpił Tom Hardy.

## Reboot: Filmowe Uniwersum Marvela
W 2014 roku po ataku hackerskim wyciekły do opinii publicznej maile z Sony Pictures, w którym studio rozważało powrót Sama Raimiego na stanowisko reżysera, jak i nową serię w porozumieniu z Marvel Studios oraz włączeniu postaci do franczyzy Filmowego Uniwersum Marvela. W 2015 roku porozumienie między studiami zostało osiągnięte i w lutym oficjalnie poinformowano, że Spider-Man zostanie włączony do MCU. W roli Petera Parkera został obsadzony Tom Holland. Postać pojawiła się po raz pierwszy w filmie Kapitan Ameryka: Wojna bohaterów. W 2017 roku premierę miał Spider-Man: Homecoming w reżyserii Jona Wattsa. Głównym przeciwnikiem Spider-Mana został Michael Keaton jako Adrian Toomes / Vulture. W filmie pojawiły się postacie przedstawione w innych filmach franczyzy: Jon Favreau jako Happy Hogan, Gwyneth Paltrow jako Pepper Potts, Chris Evans jako Steve Rogers / Kapitan Ameryka, Martin Starr jako Roger Harrington i Robert Downey Jr. jako Tony Star / Iron Man. Holland później powtórzył swoją rolę w Avengers: Wojna bez granic z 2018 i Avengers: Koniec gry z 2019 roku.
W 2019 roku premierę miał drugi film z serii Spider-Man: Daleko od domu ponownie w reżyserii Wattsa. Antagonistą w filmie był Quentin Beck / Mysterio, którego zagrał Jake Gyllenhaal. Podobnie jak w pierwszej części pojawiły się też inne postacie z franczyzy. Ponownie pojawili się Favreau i Starr, ale również wystąpili: Samuel L. Jackson jako Nick Fury, Cobie Smulders jako Maria Hill, Ben Mendelsohn jako Talos i Sharon Blynn jako Soren. W sierpniu 2019 roku studia zakończyły współpracę wskutek braku porozumienia, natomiast miesiąc późnej Disney i Sony doszły do nowego porozumienia dotyczącego trzeciej części i jednego dodatkowego filmu, obu jako część MCU. Premiera trzeciej części, Spider-Man: Bez drogi do domu, odbyła się pod koniec 2021 roku. Holland powrócił w tytułowej roli, a Watts na stanowisku reżysera. Favreau i Starr oraz Benedict Cumberbatch jako Stephen Strange i Benedict Wong jako Wong powtórzyli swoje role z poprzednich filmów Filmowego Uniwersum Marvela. Ponadto w filmie pojawili się Tobey Maguire i Andrew Garfield w alternatywnych wersjach Petera Parkera, powtarzając swoje role z wcześniejszych filmów o Spider-Manie. Obok nich z tych filmów powrócili: Willem Dafoe jako Norman Osborn / Green Goblin, Alfred Molina jako Otto Octavius / Doktor Octopus, Jamie Foxx jako Max Dillon / Electro, Rhys Ifans jako Curt Connors / Jaszczur i Thomas Haden Church jako Flint Marko / Sandman.